# Eckart Frey
Eckart Frey (* 5. April 1949 in Klein Ammensleben; † 12. Juni 2024) war ein deutscher Althistoriker. 

## Leben
Eckart Frey wuchs in Klein Ammensleben auf. Nach dem Schulbesuch an der dortigen Grundschule (1955–1959), an der polytechnischen Oberschule Gutenswegen (1959–1963) und an der Erweiterten Oberschule Otto von Guericke Magdeburg (1963–1967) studierte er von 1967 bis 1971 Geschichte und Russisch auf Lehramt an der Pädagogischen Hochschule Clara Zetkin Leipzig, wo er im Jahr 1971 den Abschluss als Diplomlehrer erwarb.
Mit diesem Abschluss unterrichtete Frey die Fächer Geschichte und Russische Sprache an den Polytechnischen Oberschulen Sadenbeck (1971–1972) und III Wolmirstedt (1971–1980). Seinen Grundwehrdienst bei der Nationalen Volksarmee leistete er von Herbst 1975 bis Frühjahr 1977 ab. Von 1978 bis 1983 hatte er eine außerplanmäßige Aspirantur an der Pädagogischen Hochschule Leipzig. Für die Schulen des Kreises Wolmirstedt war er von 1979 bis 1980 Fachberater im Fach Russisch. Als Direktor leitete er von 1980 bis 1984 die polytechnische Oberschule Barleben.
Mit der Arbeit Die Synthese römischer und germanischer Traditionen bei der Herausbildung des Feudalismus in Mittel- und Westeuropa wurde er 1983 promoviert. Von 1984 bis 1993 war er unbefristeter Assistent in der Sektion Geschichte der Pädagogischen Hochschule Erich Weinert Magdeburg. Von 1993 bis 2014 war er wissenschaftlicher Mitarbeiter im Institut für Geschichte der Universität Magdeburg. Seine Forschungsschwerpunkte waren die Essener und die Römer in Judäa/Palästina.
Der Ministerpräsident von Sachsen-Anhalt, Reiner Haseloff, überreichte Eckart Frey am 22. November 2011 das Verdienstkreuz am Bande des Verdienstordens der Bundesrepublik Deutschland. Er wurde damit für sein jahrzehntelang andauerndes ehrenamtliches Engagement geehrt. Frey war ein Gründungsmitglied und Vorsitzender des Fördervereins der Gerhard-Schöne-Schule für körperlich und geistig behinderte Kinder und Jugendliche in Wolmirstedt, Vorsitzender des Fördervereins Langobardenwerkstatt Zethlingen/Altmark e. V., ab 1995 Organisator der Israel-Exkursionen der Otto-von-Guericke-Universität, langjähriges Mitglied im Kreistag der Landkreise Wolmirstedt und Börde sowie auch ehrenamtlicher Bürgermeister in seinem langjährigen Wohnort Samswegen.
Eckart Frey starb am 12. Juni 2024 im Alter von 75 Jahren an den Folgen einer Krebserkrankung.

## Schriften
- Zur Synthese römisch-germanischer Elemente bei der Herausbildung des Feudalismus in Mittel- und Westeuropas. Leipzig 1983. (= Dissertation).